# 龙山文化

龙山文化分布

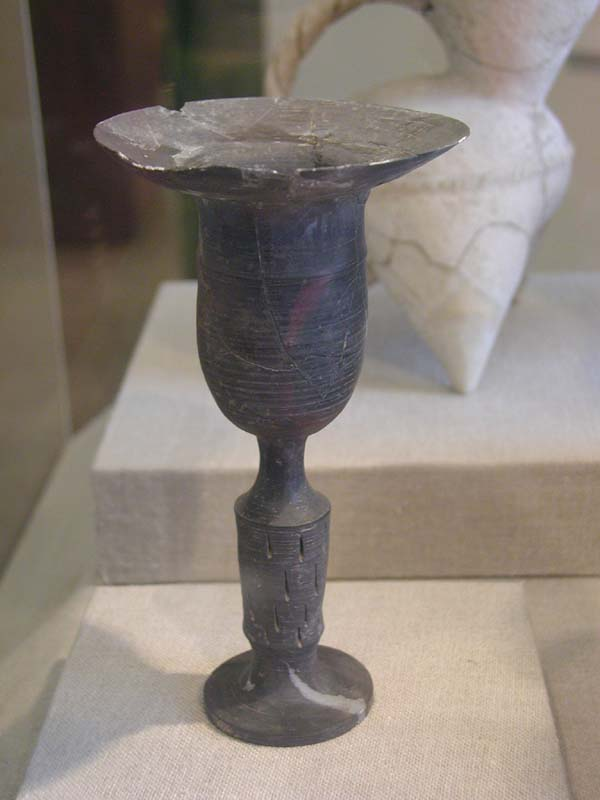
龙山文化的蛋壳高柄杯，1976年山东省诸城呈子遗址出土

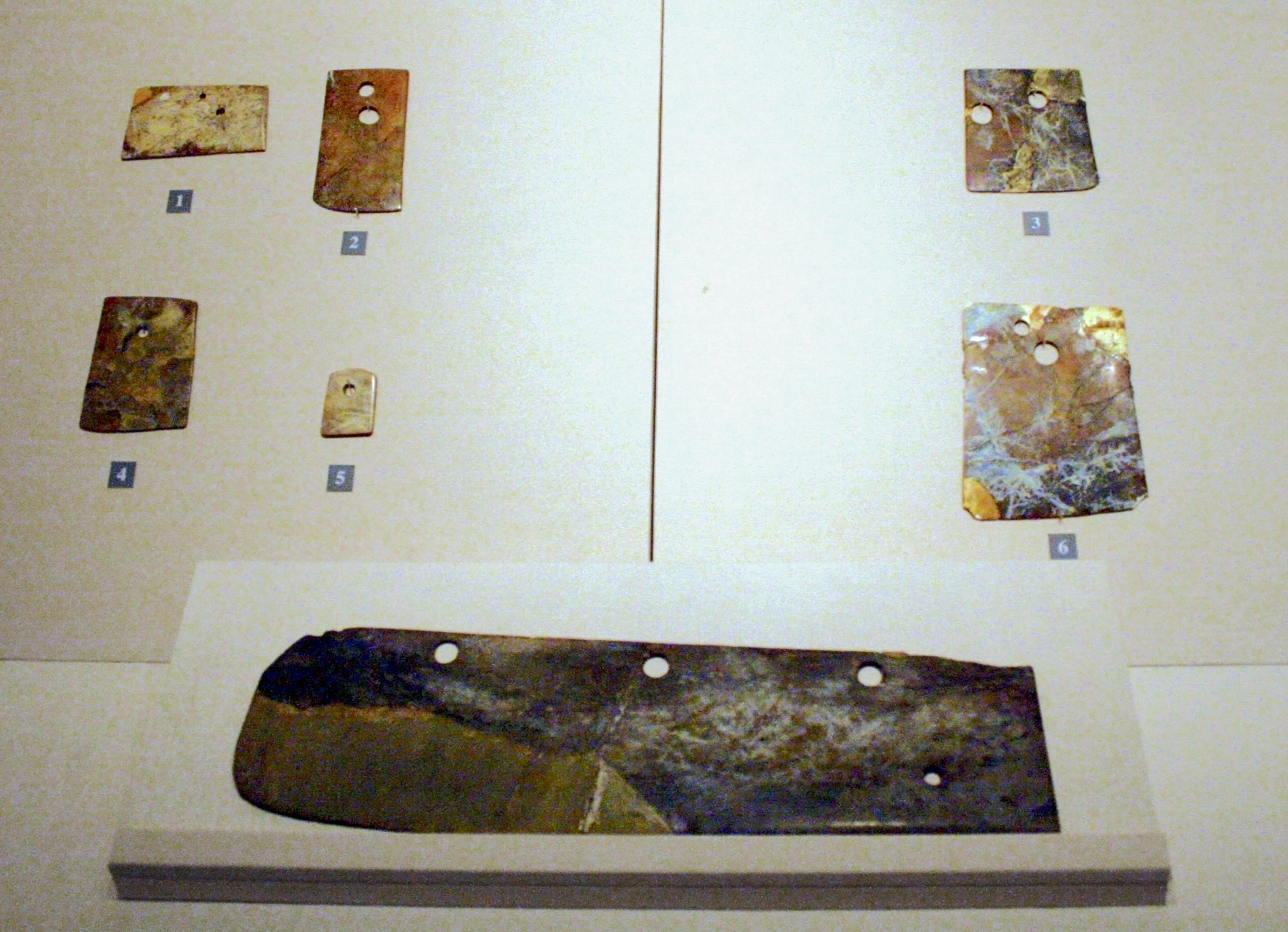
玉器，现藏于山东博物馆

龙山文化（公元前3000年—前1900年）是中国新石器时代晚期的考古学文化之一。1928年首次在山东济南市章丘區龍山街道城子崖遗址的发掘中发现；由于遗存中常有黑而亮的陶器，故也曾称「黑陶文化」。分布于黄河中下游（包括河南禹州的瓦店遗址）和淮河中游（包括安徽蚌埠的禹会村遗址）。
為後李文化與大汶口文化的後繼者。

## 历史时期
龙山文化距今约5000～4000年，是中国青铜器文化的形成期，新石器晚期（铜石并用）

## 分布
主要分布在山东、河南、山西、陕西、安徽等省。在河南地区发现的陶鬶、磨光黑陶折腹盆、罐形杯、鬼脸足鼎等器物，都显示出受山东龙山文化的影响；而河南龙山文化的某些因素譬如方格纹、绳纹等装饰纹样，同样也被山东龙山文化所吸收。

### 山东
山东龙山文化又称“典型龙山文化”属新石器晚期，主要分布在山东省中部、东部和江苏省的淮北地区。年代约当公元前2500年～前2000年，它上承大汶口文化、下续岳石文化。
目前经过发掘的主要遗址有山东章丘區城子崖、潍坊姚官庄、潍县鲁家口、胶县三里河、日照两城镇和东海峪、诸城呈子、泗水尹家城及江苏徐州高皇庙等。
蛋壳黑陶仅见于山东境内龙山文化的早中期遗址中，代表着黑陶技术的最高成就，其标志型器物是蛋壳高柄杯。
事實上新石器時代因為技術限制，再加上交通不便，各地區無法交流，各文化陶器製作幾乎都是手製，最多是慢輪製作，目前為止所發現有能力以快輪製作薄胎陶器的只有大汶口文化與龍山文化。

### 河南
河南龍山文化是指分佈在洛陽平原與潁水下游登封、禹縣一帶的龍山文化，分为王湾三期、后冈二期和造律台三个类型。

### 陕西
陕西龙山文化或称客省庄二期文化，主要分布在陕西泾河、渭河流域。

### 山西
龙山文化陶寺类型，以山西襄汾陶寺遗址为代表，主要分布在晋西南地区。

## 特点

### 黑陶
黑陶是龙山文化的突出特征，是区别于仰韶文化的根本特点。龙山文化的黑陶是继仰韶文化的彩陶之后兴起的一种制陶技术。黑陶源自于人们的生活用器，而后由于太過單薄，容易重心不穩而碎裂逐渐走出日常生活。如今，黑陶被作为艺术品供人们欣赏。龙山文化的黑陶尤其著名，其風格為器表漆黑光亮，器壁薄如蛋殼，据称部分器物口沿处最薄仅0.2毫米，因此又稱為蛋殼黑陶。

### 生活
经济生活以农业为主，有比较发达的畜牧业。同时，占卜等巫术活动亦较为盛行。从社会形态看，当时已经进入了父权制社会，私有财产已经出现，开始跨入阶级社会门槛。
另一點值得注意的是，龍山文化已經有了夯土建築以及城牆甚至城堡的遺跡出現，夯土建築是文明時代相當普遍使用的建築方式，城牆甚至城堡的遺跡在龍山文化多處遺址均有發現，證明龍山文化極有可能已有了城市的雛型。

### 文字
龍山文化發現的古文字系統，有丁公陶文。中華人民共和國考古學者王恩田與俞偉超等人認為，在龍山文化中發現的丁公陶文，是東夷系統的文字。馮時認為丁公陶文屬於古彝文系統，從而推測殷商甲骨文中的人方以及西周所稱的東夷是彝人族群。李象潤、李浴洋等學者認為丁公陶文屬於古漢字系統。

## 現代研究
學者顧頡剛認為，龍山黑陶文化的創造者是居住在商人東方的鳥夷。

## 外部連結
- 從龍山文化蛋殼陶，看職業分工的開始中研院數位典藏資源網